# 3. Liga
La 3. Lliga és la tercera divisió del futbol a Alemanya. A la jerarquia es troba sota de la 2. Bundesliga i sobre de la Regionalliga. És organitzada per la Federació Alemanya de Futbol (DFB).
Fou creada el 2008 amb la intenció d'augmentar el nivell futbolístic de la tercera divisió. Els classificats van ser els equips que ocupaven els 8 primers llocs de les dues divisions de la Regionalliga i els 4 equips descendits de la 2. Bundesliga.

## Equips participants de la temporada 2025-2026
| Club                   | Ciutat      | Estadi                       | Capacitat |
| ---------------------- | ----------- | ---------------------------- | --------- |
| Alemannia Aachen       | Aquisgrà    | New Tivoli Stadion           | 32.960    |
| MSV Duisburgo          | Duisburg    | Schauinsland-Reisen-Arena    | 31.502    |
| Energie Cottbus        | Cottbus     | Stadion der Freundschaft     | 22.528    |
| Erzgebirge Aue         | Auer        | Sparkassen-Erzgebirgsstadion | 15.690    |
| Rot-Weiss Essen        | Essen       | Stadion Essen                | 20.000    |
| Hansa Rostock          | Rostock     | Ostseestadion                | 29.000    |
| TSV Havelse            | Havelse     | Willhelm-Langrehr-Stadion    | 3.500     |
| TSG 1899 Hoffenheim II | Sinsheim    | Dietmar Hopp Stadion         | 6.350     |
| FC Ingolstadt 04       | Ingolstadt  | Audi Sportpark               | 15.800    |
| SSV Jahn Ratisbona     | Ratsibona   | Jhanstadion Regensburg       | 15.224    |
| 1860 Munic             | Munic       | Grünwalder Stadion           | 15.000    |
| VfL Osnabrück          | Osnabrück   | Stadion an der Bremer Brücke | 15.741    |
| 1. FC Saarbrücken      | Saarbrücken | Stadion Ludwigspark          | 35.303    |
| 1.FC Schweinfurt 05    | Schweinfurt | Willy-Sachs-Stadion          | 15.060    |
| VfB Stuttgart II       | Stuttgart   | WIRmachenDRUCK Arena         | 10.001    |
| SSV Ulm                | Ulm         | Donaustadion                 | 19.500    |
| SC Verl                | Gütersloh   | Sportclub Arena              | 5.153     |
| Viktoria Colònia       | Colònia     | Sportpark Höhenberg          | 12.000    |
| Waldhof Mannheim       | Mannheim    | Carl-Benz-Stadion            | 27.000    |
| Wehen Wiesbaden        | Wiesbaden   | BRITA-Arena                  | 13.500    |

## Rècords històrics de la Primera Divisió

### Rècords de partits
- Partit amb més gols - 10

| Eintracht Braunschweig | 5–5 | Fortuna Düsseldorf |
| ---------------------- | --- | ------------------ |
|                        |     |                    |

 Eintracht-Stadion, (Braunschweig)        
- Partit amb més gols d'un mateix equip - 7

| FC Carl Zeiss Jena | 0–7 | 1. FC Saarbrücken |
| ------------------ | --- | ----------------- |
|                    |     |                   |

 Ernst-Abbe-Sportfeld, (Jena)        